# Cucina veneta

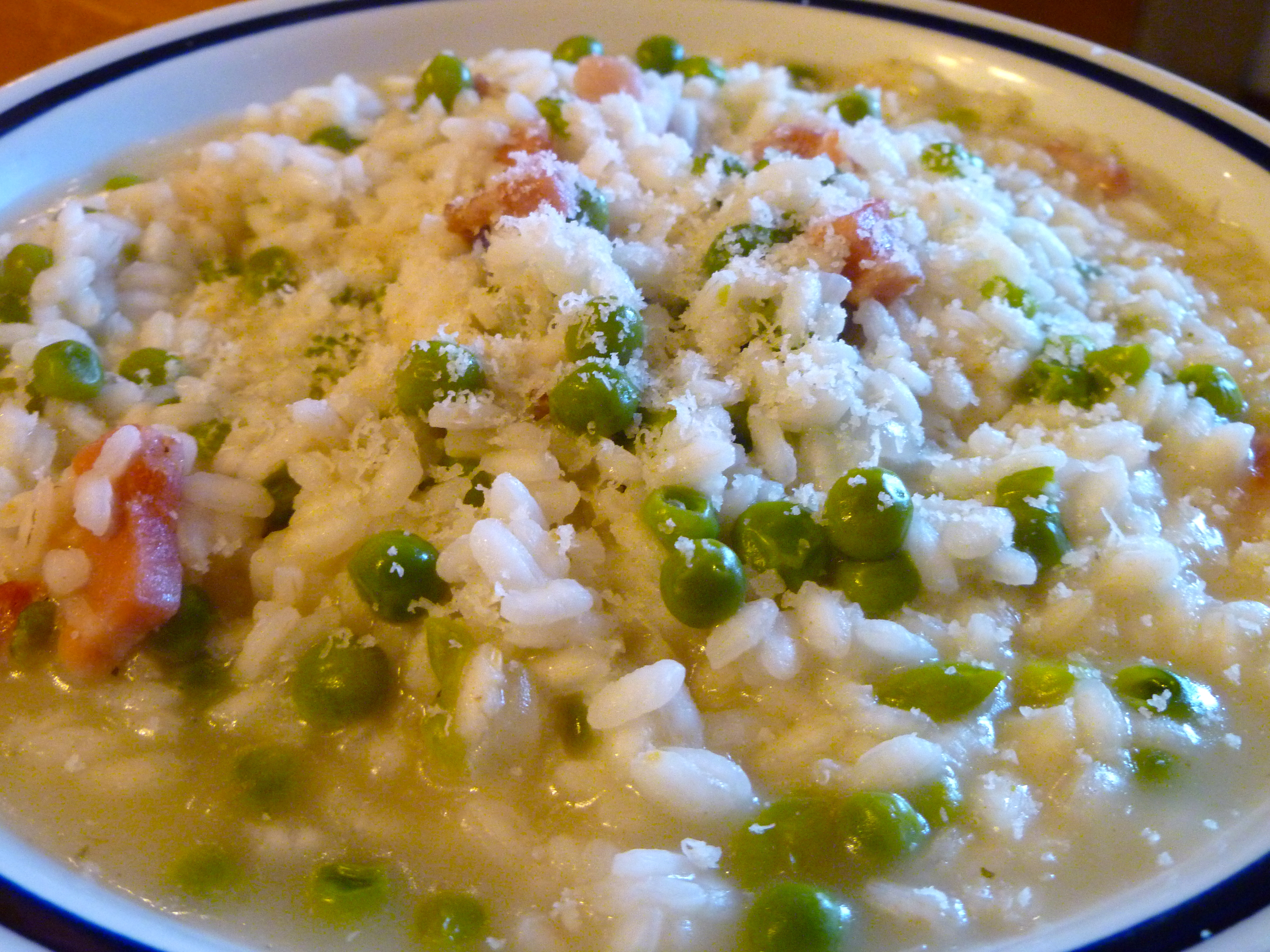
Risi e bisi

La cucina veneta è l'espressione dell'arte culinaria del Veneto.

## Descrizione
Traendo spunto dalla collocazione tra mari e monti del territorio, la cucina veneta comprende piatti che richiedono lunghe cotture e che, salvo eccezioni, non hanno sapori decisi o piccanti. Gli ingredienti alla base della cucina del Veneto sono il mais, il riso e ulivi importati grazie alle rotte commerciali che, partendo da Venezia, giungevano nelle Americhe e in Oriente, i fagioli, i pesci di laguna o acqua dolce, spesso usati per preparare antipasti, risotti e stuzzichini, la carne di maiale e quella di volatili da cortile, soprattutto di anatra e oca, e il radicchio. Il Veneto detiene in Italia il primato di regione con il maggior numero di ricette a base di riso, tra le quali si possono citare i risi e bisi ("riso e piselli"), uno dei primi più noti della regione, i risi e fenoci ("riso e finocchi") e altri risotti con ortaggi, molluschi, pesci, funghi, carni e salumi. Il mais spesso sostituisce la pasta e il pane, e viene consumato sotto forma di polente da accompagnare agli osei e il baccalà. Sebbene siano relativamente poche le ricette a base di pasta, è molto famosa la locale pasta e fagioli, un piatto di umili origini da insaporire con ossa di maiale o cotenna di prosciutto e di cui vi sono diverse varianti. Una frattaglia che ha assunto una certa rilevanza nella tradizione culinaria del Veneto è il fegato, utilizzato per preparare il fegato di vitello alla veneziana, fatto soffriggere con le cipolle e oggi diffuso in tutta la Penisola, così come quello di pollo o lepre, usato per preparare la pevarada, una ricca salsa con pangrattato, brodo e burro. Altri alimenti tipici includono la sopa coada ("zuppa covata"), uno sformato di piccione con pangrattato, e le sarde in saor, con cipolle, uvetta, aceto, spezie e pinoli. Il Veneto abbonda di salumi e insaccati come le bondole con suino e manzo aromatizzati al vino, gli ossocolli, salami d'asino, cotechini (detti museti) e sanguinacci (detti baldon). Il Veneto è anche un territorio ove vengono fabbricati importanti formaggi come l’Asiago, il Grana Padano, il Provolone Valpadana e il Taleggio. Tra i dolci si possono segnalare le frittelle, di cui esistono alcune varianti regionali, i pandori, la cui produzione è tradizionale a Verona e i baicoli, i Bussolai e i Zaleti dei biscotti secchi prodotti a Venezia ma anche venduti fuori dalla Regione.

## Alimenti tipici

### Antipasti
- Sarde in saor
- Musetto e cren
- Cicchetti veneti

### Primi piatti

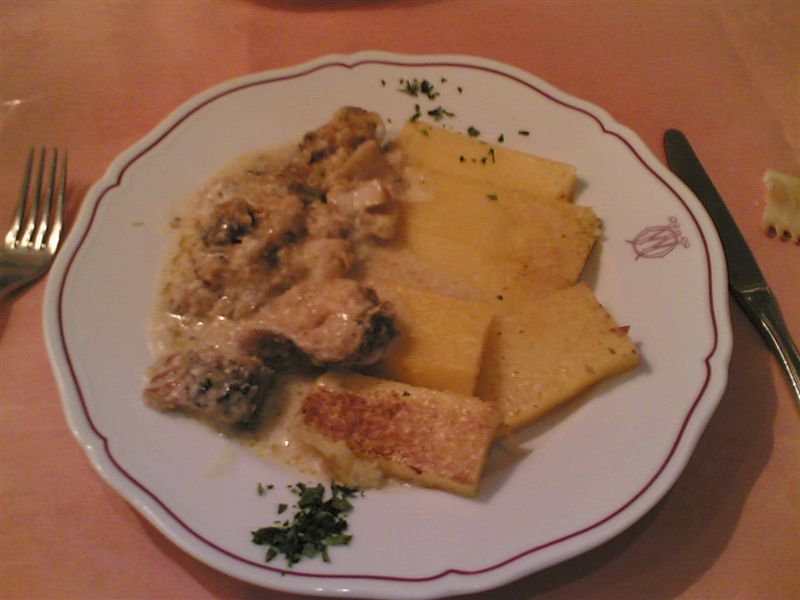
Baccalà alla vicentina con polenta

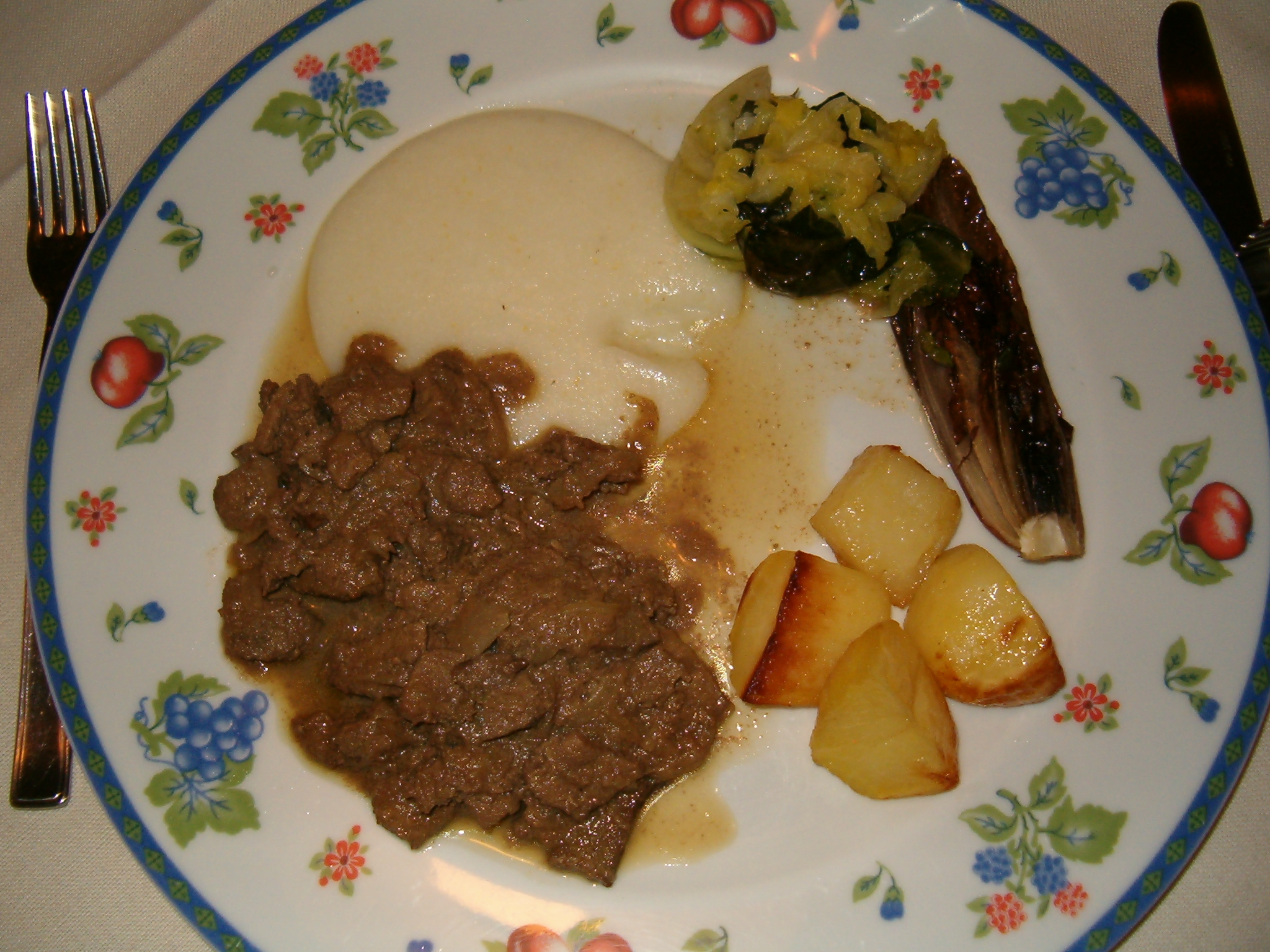
Fegato alla veneziana

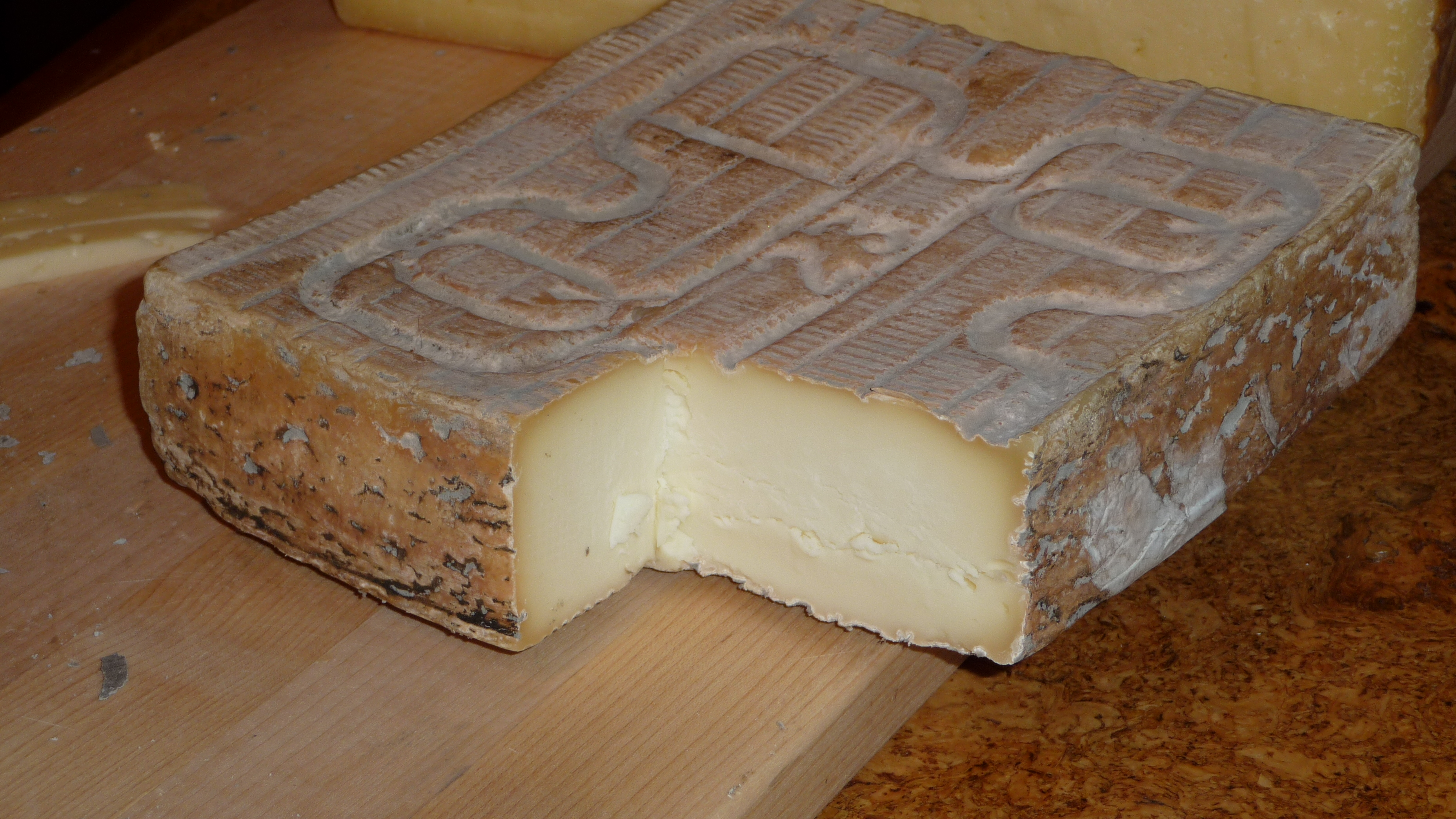
Taleggio

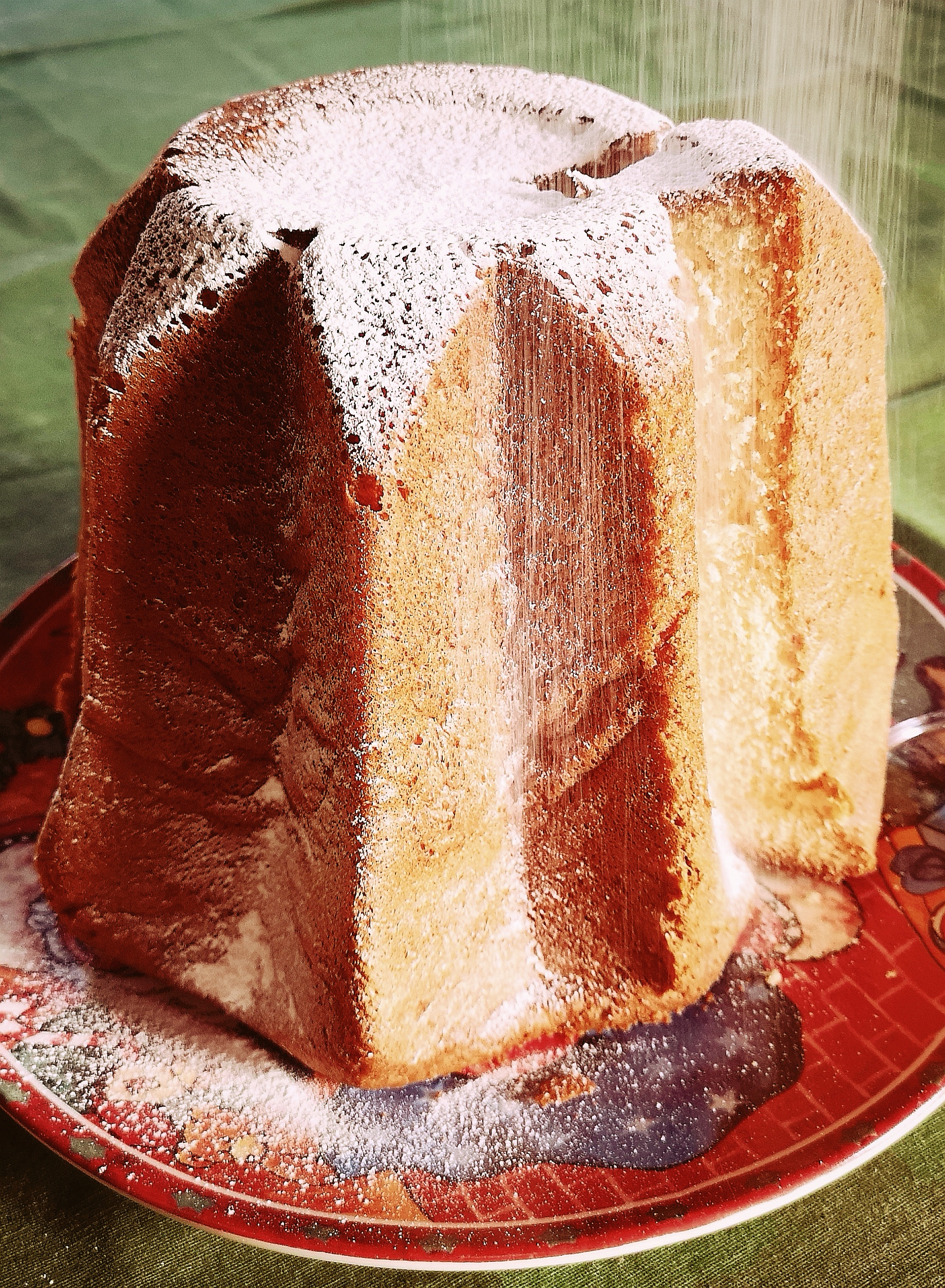
Pandoro

- Pasta e fagioli
- Risotto coi durei
- Risi e bisi
- Risi e fenoci
- Risi e spinaci
- Risi e verze
- Risotto all'isolana
- Sopa coada
- Bigoli in salsa
- Spaghetti alla busara
- Bigoli
- Bigołi co' l'arna
- Risotto coi bruscandoli
- Casunziei
- Risotto all'Amarone
- Gnocchi di patate
- Gnocchi di zucca

### Secondi piatti
- Anguilla in umido
- Baccalà in umido alla veneziana
- Baccalà mantecato
- Baccalà alla vicentina
- Bisato su l'ara
- Coniglio con finocchio selvatico
- Fegato alla veneziana
- Faraona con la peverada
- Paeta al malgarano
- Polenta e osei
- Polenta e s'cios
- Scampi alla busara
- Seppie nere con polenta
- Schìe fritte con polenta
- Trippa in umido
- Uova e asparagi

### Verdure
- Asparago bianco
- Radicchio

### Dolci
- Baicoli
- Bussolai buranelli
- Fregolotta
- Fritole
- Pandoro
- Tiramisù
- Mandorlato
- Torta pinza
- Zaleti

### Condimenti
- Pevarada
- Pearà

### Formaggi
- Asiago
- Grana Padano
- Provolone Valpadana
- Taleggio
- Piave
- Monte Veronese
- Schiz
- Ricotta affumicata dell'Alpago

### Salumi e insaccati
- Baldon (sanguinaccio)
- Bondiola
- Cotechino
- Ossocollo
- Prosciutto Veneto Berico-Euganeo
- Salame d'asino
- Sopressa

### Vini
- Amarone
- Bagnoli
- Bianco di Custoza
- Breganze
- Colli Euganei
- Lison-Pramaggiore
- Lugana
- Malanotte del Piave
- Merlara
- Montello e Colli Asolani
- Piave
- Prosecco
- Recioto
- Soave
- Torchiato
- Valdadige
- Valpolicella